# Archaeophiomusium
Archaeophiomusium is een geslacht van uitgestorven slangsterren uit de familie Ophiolepididae. Vertegenwoordigers van dit geslacht zijn slechts als fossiel bekend.

## Soorten
- Archaeophiomusium andinum Sanchez, 1983 †
- Archaeophiomusium bispinosum Mayou, 1969 †
- Archaeophiomusium burrisi (Miller, 1958) †